# Avenue de Rueil
Pour les articles homonymes, voir Rueil (homonymie).
L'avenue de Rueil est une voie publique de la commune de Nanterre, dans le département français des Hauts-de-Seine.

## Situation et accès
Cette avenue est accessible par la gare de Nanterre-Ville.

## Origine du nom

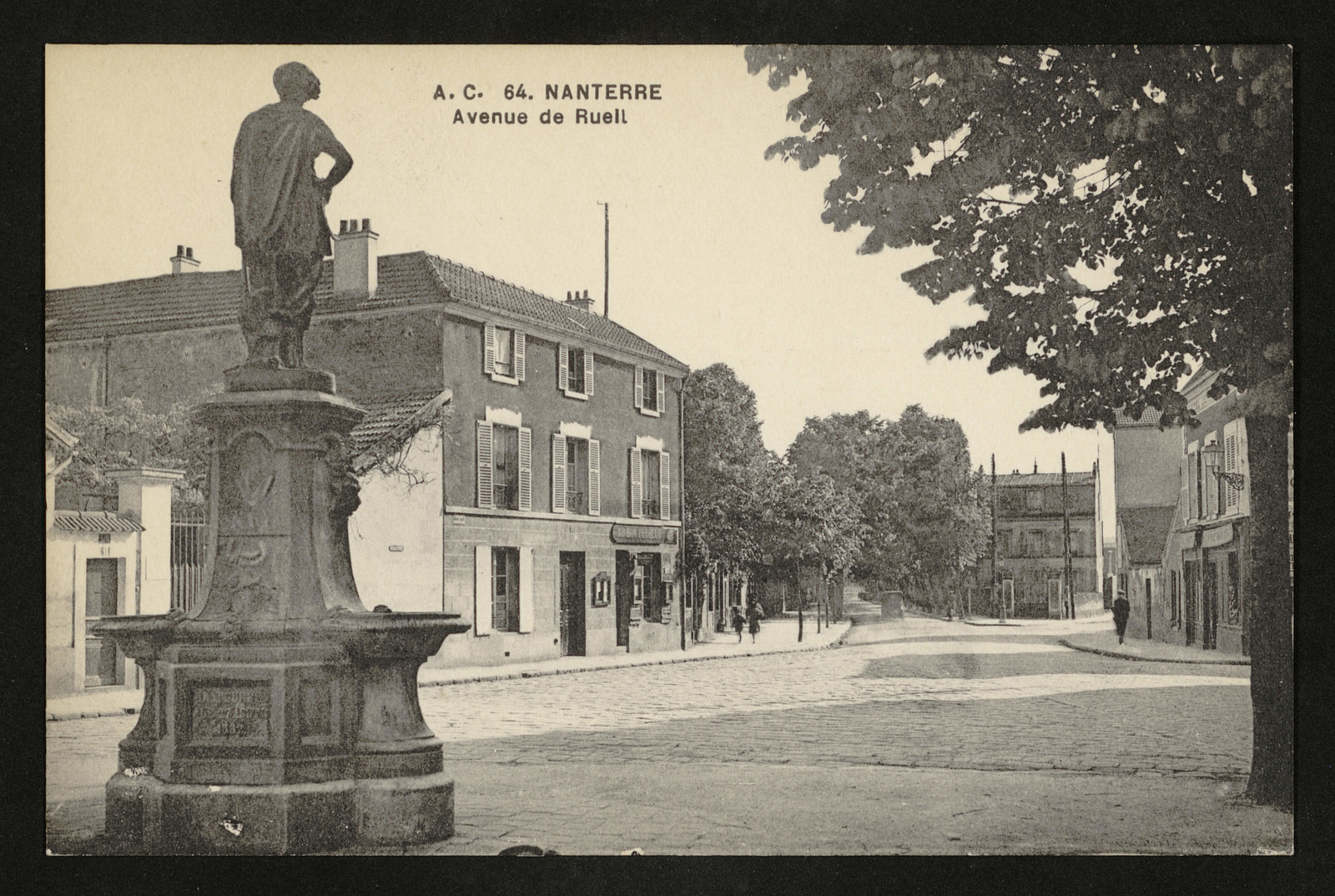
Avenue de Rueil vers 1900.

Cette voie doit son nom à Rueil à laquelle elle conduit.

## Historique
Avec la rue du Bois, cette avenue faisait autrefois partie du quartier marocain, où de nombreux ouvriers maghrébins habitaient dans des hôtels meublés pour travailler dans les usines aux alentours.

## Bâtiments remarquables et lieux de mémoire
- Au no 22, Mr Texier obtenait en février 1914[2] l'autorisation de construire et d'exploiter le Cine-Rama Music Hall, salle de spectacle de neuf-cents places qui ouvrit en juin 1914 et présentait films et music-hall. Renommée Select-Rama[3], elle ferma dans les années 1960 et fut replacée par une brasserie bien que la plupart du bâtiment d'origine soit en place[4].
- Aux no 29, 33 et 39, maisons datant de la fin du XIXe siècle[5].